# مکو ۲۰۰

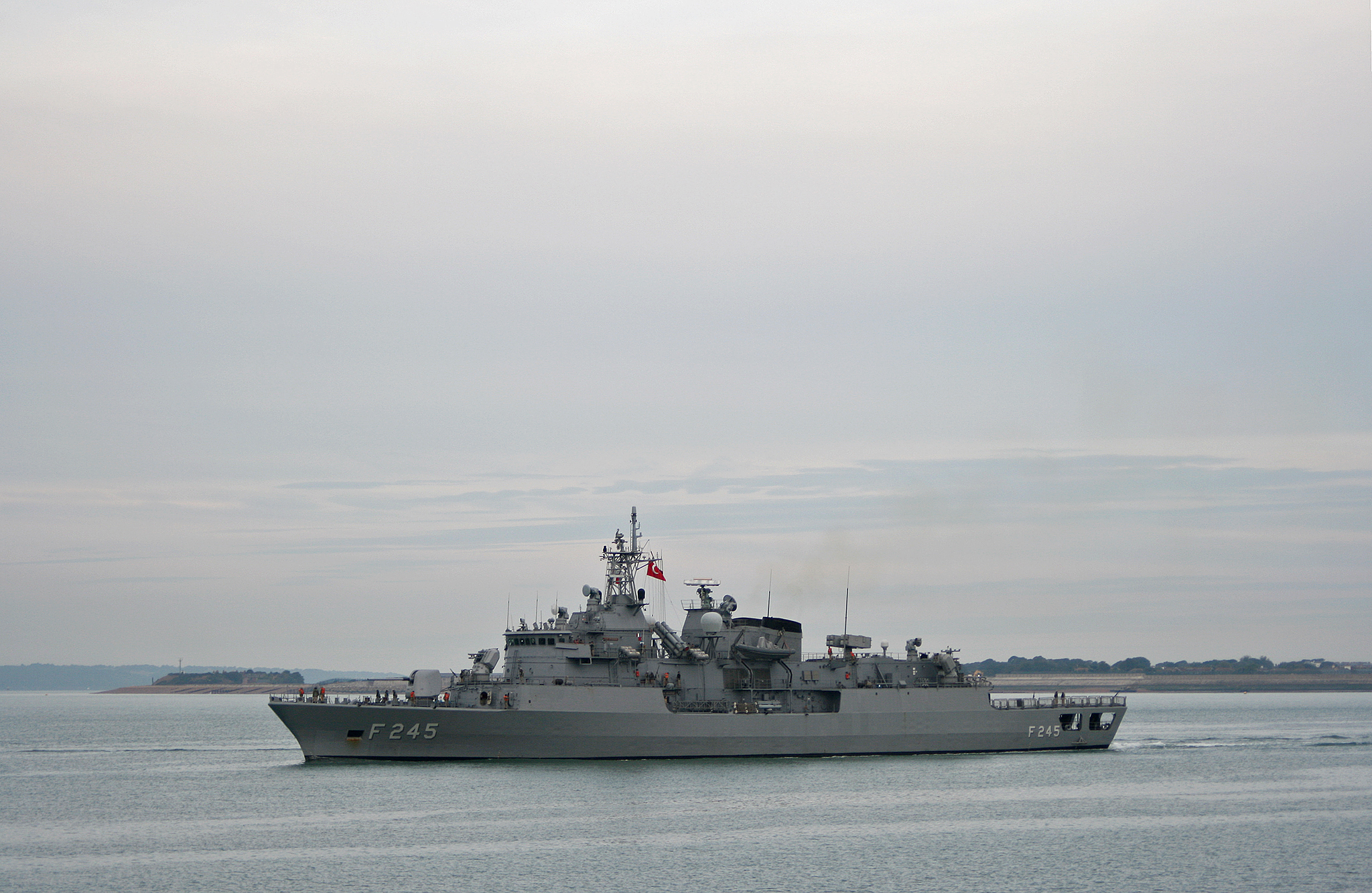
نمایی از ناوچهٔ مِکو ۲۰۰ نیروی دریایی ترکیه، پایگاه دریایی پورتسموث در بریتانیا - ۲۰۰۹

مِکو ۲۰۰ (به آلمانی: MEKO 200) نام یک ناوچهٔ جنگی است. مِکو ۲۰۰ از خانوادهٔ ناوگان‌های مکو می‌باشد. محل ساخت این ناوگان کشور آلمان است.

## گونه‌ها

### کلاس anzac (مکو ۲۰۰)
ناوگان مکو۲۰۰ در کلاس هشت در نیروی دریایی استرلیا سللطنتی. و در کلاس دو برای نیروی دریایی زلاندنو استفاده می‌شد. کشور استرلیا در مدتی کوتاه تصمیم بر ارتقا ناوگان‌ها گرفت. و در سال ۲۰۰۴ نیروی دفاع استرلیا یک شرکت عمومی تأسیس کردکه در ان قابلیت دفاعی موشکی کلاسAnzacرا ترفیع داد.

### کلاس TN (MEKO) Yavuz/barbaros
کلاس جدید ناوگان مکو نیز با بستن قرارداد بین کشور آلمان و ترکیه در سال ۱۹۸۳ در کشتی‌رانی ترکیه شروع به حرکت کرد. ناوگان کلاس Yavuz با V MTU 207 موتور دیزلی که در آن اتخاد کردن قابل توجه بود.
کلاس‌های بعدی این ناوگان از جمله(MEKO 200HN)*Vasco da Gama class) پرتغال/1Vasco da Gama class (MEKO 200PN)ونیوزلا می‌باشند.

## کشورهای به کار گیرنده
- استرالیا
- ترکیه
- یونان
- پرتغال
- نیوزیلند